# Губернатор Гонконгу
Губернатор Гонконгу (англ. The Governor of Hong Kong, кит.: 香港總督/港) — офіційний представник монарха Великої Британії в Британському Гонконгу з 1843 по 1997 роки. Губернатор був головою Виконавчої ради Гонконгу і головнокомандувачем частинами британської армії в Гонконзі. Повноваження губернатора були визначені спеціальними документами, затвердженими британським монархом — Hong Kong Letters Patent і Hong Kong Royal Instructions. Після закінчення британського правління при передачі суверенітету над Гонконгом КНР в 1997 році, більшість цивільних функцій губернатора перейшли головному міністру Адміністрації Гонконгу, а військові — командувачу  гонконзьким гарнізоном Народно-визвольної армії Китаю.

## Губернатор

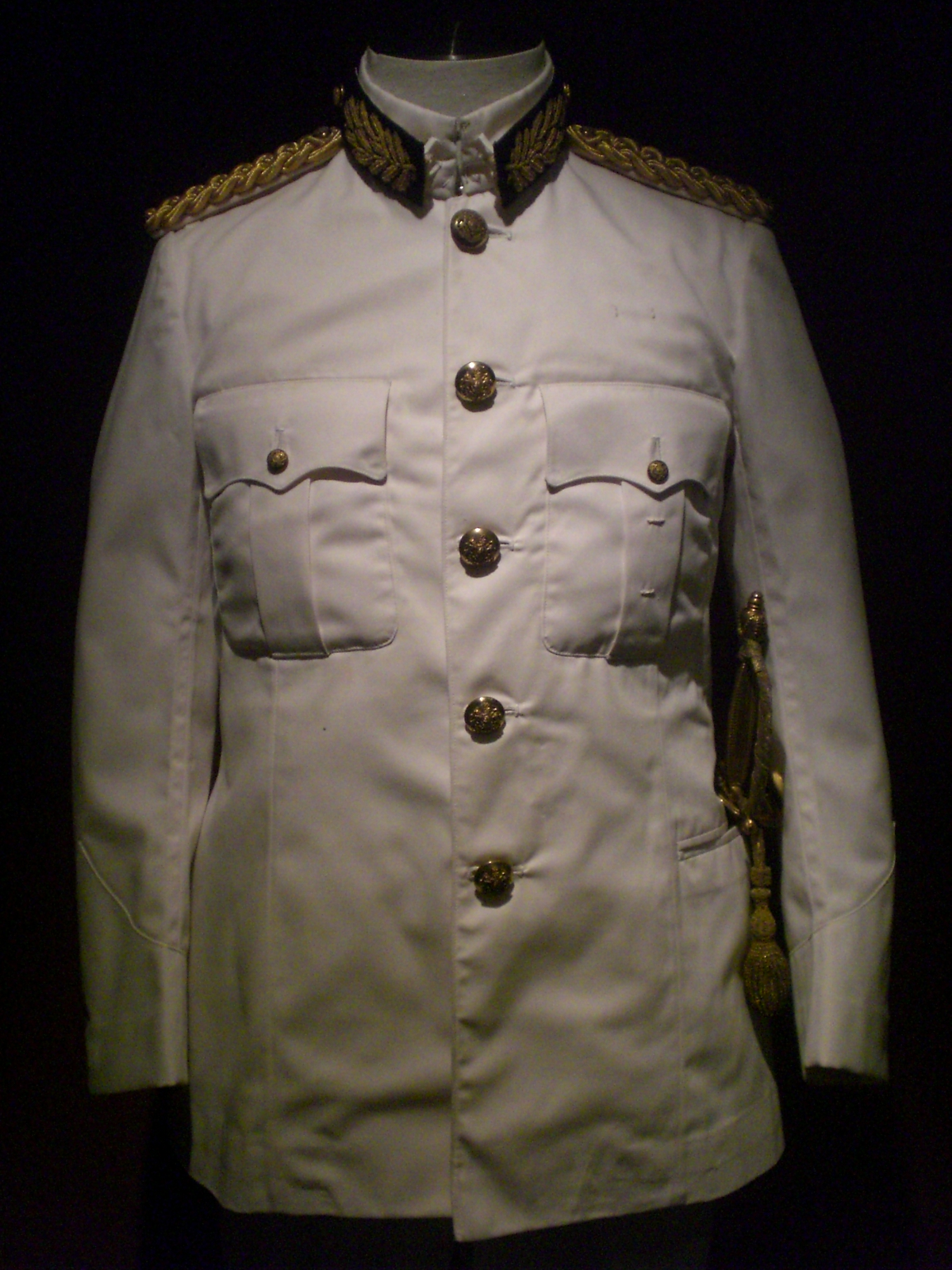
Мундир губернатора Гонконгу

З 1843 року губернатор, який призначається британський монархом за поданням міністра закордонних справ, здійснював всю повноту виконавчої влади в Гонконгу до останніх років британського правління, за винятком короткої перерви під час Другої світової війни.
Губернатор Гонконгу очолював колоніальний уряд Гонконгу — Виконавча рада і до 1993 року також очолював законодавчу гілку влади — Законодавчі збори, яке було консультативним органом при ньому. При цьому більшість членів Законодавчих зборів губернатор призначав особисто, до проведення перших непрямих виборів в 1985 році. Спочатку в складі як Виконавчого ради, так і Законодавчих зборів переважали британські експати, згодом у них зростав питома вага етнічних китайців. Історично склалося, що губернатори Гонконгу були професійними дипломатами. У грудні 1996 року заробітна плата губернатора Гонконгу становила HK$ 3,036 млн в рік і не обкладалася податком, що становив 125 % по відношенню до зарплати головного секретаря адміністрації Гонконгу — другого за значимістю посадової особи адміністрації Британського Гонконгу. У відсутність губернатора його заміщав Головний секретар, який ставав виконуючим обов'язків губернатора. Історично склалося, що посаду Головного секретаря займали військові або вихідці з міністерства у справах колоній.
Під час другої світової війни, коли контроль над Гонконгом встановила японська окупаційна армія, пост губернатора послідовно займали четверо японських військових — 3 генерала японської імператорської армії і 1 віце-адмірал імператорського флоту.

## Транспорт
Губернатор Гонконгу використовував Daimler DS420 для повсякденного користування і Rolls-Royce Phantom V для урочистих виїздів. Обидві ці машини були вивезені британським флотом відразу ж після передачі Гонконгу Китаю 1 липня 1997 року.

## Резиденції
- Перший адміністратор Гонконгу, сер Генрі Поттінджер, проживав з 1843 по 1846 роки в будівлі колишньої французької місії, у цьому будинку нині знаходиться Апеляційний суд вищої інстанції Гонконгу. Його наступник, сер Джон Девіс, також жив там до переїзду в Кейн-роуд.
- Починаючи з 4-го губернатора, сера Джона Баурінга, губернатори Гонконгу проживали в Будинку уряду.

## Список губернаторів
| №.                                 | Фото                          | Губернатор (українське і китайське написання)                 | Вступ на посаду   | Покинув посаду  |
| ---------------------------------- | ----------------------------- | ------------------------------------------------------------- | ----------------- | --------------- |
|                                    |                               | Сэр Чарльз Елліот Адміністратор                               | 26 січня 1841     | 12 серпня 1841  |
|                                    |                               | Олександр Джонстон Виконувач обов'язків адміністратора        | 22 червня 1841    | грудень 1841    |
|                                    |                               | Сер Генрі Поттінджер, перший баронет Поттінджер Адміністратор | 12 серпня 1841    | 26 червня 1843  |
|                                    |                               | Олександр Джонстон Виконувач обов'язків адміністратора        | червень 1842      | грудень 1842    |
| 1                                  |                               | Сер Генрі Поттінджер, перший баронет Поттінджер 砵甸乍        | 26 червня 1843    | 8 травня 1844   |
| 2                                  |                               | Сер Джон Френсіс Девіс, перший баронет Девіс 戴維斯           | 8 травня 1844     | 18 березня 1848 |
|                                    |                               | Вільям Стейвлі Адміністратор                                  | 18 березня 1848   | 21 березня 1848 |
| 3                                  |                               | Сер Джордж Бонем 文咸                                         | 21 березня 1848   | 13 квітня 1854  |
| 4                                  |                               | Сер Джон Баурінг 寶靈                                         | 13 квітня 1854    | 5 травня 1859   |
|                                    |                               | Вільям Кейн Адміністратор                                     | 5 травня 1859     | 9 вересня 1859  |
| 5                                  |                               | Сер Геркулес Робінсон 羅士敏                                  | 9 вересня 1859    | 15 березня 1865 |
|                                    |                               | Вільям Мерсер Адміністратор                                   | 15 березня 1865   | 11 березня 1866 |
| 6                                  |                               | Сер Річард Грейвз Макдоннелл 麥當奴                           | 11 березня 1866   | 11 квітня 1872  |
|                                    |                               | Генрі Вайтфілд Адміністратор                                  | 11 квітня 1872    | 16 квітня 1872  |
| 7                                  |                               | Сер Артур Кеннеді 堅尼地                                      | 16 квітня 1872    | 1 березня 1877  |
|                                    |                               | Джон Гардінер Остін Адміністратор                             | 1 березня 1877    | 22 квітня 1877  |
| 8                                  |                               | Сер Джон Хеннесі 軒尼詩                                       | 22 квітня 1877    | 7 березня 1882  |
|                                    |                               | Малькольм Тоночі Адміністратор                                | 7 березня 1882    | 28 березня 1882 |
|                                    |                               | Сер Вільям Марш Адміністратор                                 | 28 березня 1882   | 30 березня 1883 |
| 9                                  |                               | Сер Джордж Бовен 寶雲                                         | 30 березня 1883   | 21 грудня 1885  |
|                                    |                               | Сер Вільям Марш Адміністратор                                 | 21 грудня 1885    | 25 квітня 1887  |
|                                    |                               | Вільям Камерон Адміністратор                                  | 25 квітня 1887    | 6 жовтня 1887   |
| 10                                 |                               | Сер Вільям Де Ве 德輔                                         | 6 жовтня 1887     | 7 травня 1891   |
|                                    |                               | Сер Джордж Баркер Адміністратор                               | 7 травня 1891     | 10 грудня 1891  |
| 11                                 |                               | Сер Вільям Робінсон 羅便臣                                    | 10 грудня 1891    | 1 февраля 1898  |
|                                    |                               | Сер Вілсон Блек Адміністратор                                 | 1 січня 1898      | 25 ноября 1898  |
| 12                                 |                               | Сер Генрі Блейк 卜力                                          | 25 листопада 1898 | 21 ноября 1903  |
|                                    |                               | Сер Френсіс Мей Адміністратор                                 | 21 листопада 1903 | 29 липня 1904   |
| 13                                 |                               | Сер Метью Нетхен 彌敦                                         | 29 липня 1904     | 20 квітня 1907  |
|                                    |                               | Сер Френсіс Мей Адміністратор                                 | 20 квітня 1907    | 29 липня 1907   |
| 14                                 |                               | Сер Фредерік Лугард 盧吉                                      | 29 липня 1907     | 16 березня 1912 |
|                                    |                               | Клод Северн Адміністратор                                     | 16 березня 1912   | 24 липня 1912   |
| 15                                 |                               | Сэр Френсіс Мей 梅含理                                        | 24 липня 1912     | 12 вересня 1918 |
|                                    |                               | Клод Северн Адміністратор                                     | 12 вересня 1918   | 30 вересня 1919 |
| 16                                 |                               | Сер Реджінальд Едвад Стаббс 司徒拔                            | 30 вересня 1919   | 19 березня 1925 |
|                                    |                               | Клод Северн Адміністратор                                     | 19 березня 1925   | 1 ноября 1925   |
| 17                                 |                               | Сер Сесіл Клементі 金文泰                                     | 1 листопада 1925  | 1 февраля 1930  |
|                                    |                               | Томас Сауторн Адміністратор                                   | 1 лютого 1930     | 9 березня 1930  |
| 18                                 |                               | Сер Вільям Піл 貝璐                                           | 9 травня 1930     | 17 травня 1935  |
|                                    |                               | Томас Сауторн Адміністратор                                   | 17 травня 1935    | 13 вересня 1935 |
|                                    |                               | Норман Сміт Адміністратор                                     | 13 вересня 1935   | 1 ноября 1935   |
|                                    |                               | Томас Сауторн Адміністратор                                   | 1 листопада 1935  | 12 грудня 1935  |
| 19                                 |                               | Сер Ендрю Колдекотт 郝德傑                                    | 12 грудня 1935    | 16 квітня 1937  |
|                                    |                               | Норман Сміт Адміністратор                                     | 16 квітня 1937    | 28 жовтня 1937  |
| 20                                 |                               | Сер Джеффрі Норткоут 羅富國                                   | 28 жовтня 1937    | 6 вересня 1941  |
|                                    |                               | Норман Сміт Адміністратор                                     | 6 вересня 1941    | 10 вересня 1941 |
| 21                                 | Сер Марк Янг 楊慕琦           | 10 вересня 1941                                               | 25 грудня 1941    |                 |
| В період японської окупації        |                               |                                                               |                   |                 |
|                                    |                               | Такасі Сакаі 酒井隆 Адміністратор                             | 25 грудня 1941    | 20 февраля 1942 |
|                                    |                               | Масаіті Ніімі 新見政一 Адміністратор                          | 25 грудня 1941    | 20 февраля 1942 |
|                                    |                               | Ренсуке Ісогаї 磯谷廉介                                       | 20 лютого 1942    | 24 грудня 1944  |
|                                    |                               | Хісакадзу Танака 田中久一                                     | 1 лютого 1945     | 16 серпня 1945  |
| Відновлення британського правління |                               |                                                               |                   |                 |
|                                    |                               | Сер Франклін Джимсон Тимчасовий уряд                          | 28 серпня 1945    | 30 серпня 1945  |
|                                    |                               | Сер Сесіл Харкерт Військове правління                         | 1 вересня 1945    | 1 травня 1946   |
| 21                                 | Сер Марк Янг 楊慕琦           | 1 травня 1946                                                 | травень 1947      |                 |
|                                    |                               | Девід Макдугалл Адміністратор                                 | травень 1947      | 25 липня 1947   |
| 22                                 | Сер Олександр Грентхем 葛量洪 | 25 липня 1947                                                 | грудня 1957       |                 |
|                                    |                               | Едгеворт Девід Адміністратор                                  | грудень 1957      | 23 января 1958  |
| 23                                 | Сер Роберт Блек 柏立基        | 23 січня 1958                                                 | березень 1964     |                 |
|                                    |                               | Едмунд Тісдейл Адміністратор                                  | березень 1964     | 14 квітня 1964  |
| 24                                 | Сер Девід Тренч 戴麟趾        | 14 квітня 1964                                                | жовтень 1971      |                 |
|                                    |                               | Сер Хью Норман-Вокер Адміністратор                            | жовтень 1971      | 19 ноября 1971  |
| 25                                 | Сер Мюррей, Маклхаус 麥理浩   | 19 листопада 1971                                             | квітень 1982      |                 |
|                                    |                               | Сер Філіп Хеддон-Кейв Адміністратор                           | квітень 1982      | 20 травня 1982  |
| 26                                 |                               | Сер Едвард Юді 尤德                                           | 20 травня 1982    | 4 грудня 1986   |
|                                    |                               | Сер Девід Екерс-Джонс 鍾逸傑 Виконувач обов'язків губернатора | 4 грудня 1986     | 9 квітня 1987   |
| 27                                 |                               | Сер Девід Вілсон 衛奕信                                       | 9 квітня 1987     | 9 липня 1992    |
| 28                                 |                               | Кріс Петтен 彭定康                                            | 9 липня 1992      | 30 червня 1997  |